# Maalteken
Het maalteken of vermenigvuldigingsteken ({\displaystyle \times }) is het symbool (operator) dat tussen twee waarden geplaatst, aangeeft dat deze met elkaar moeten worden vermenigvuldigd.
Het leesteken is een iets boven de letterlijn geplaatst schuinkruisje (×). In geschreven teksten wordt in plaats hiervan ook vaak de bijna gelijkvormige onderkast x gebruikt. In wiskundige teksten wordt in plaats van het kruisje vaak een vermenigvuldigingspunt, de daarop lijkende hoge punt ({\displaystyle \cdot }) of zelfs helemaal geen teken gebruikt. Bij vermenigvuldiging van vectoren hebben de punt en het kruisje een verschillende betekenis.
Het vermenigvuldigingsteken is als enige van de vier hoofdbewerkingen niet in ASCII opgenomen. In programmeertalen wordt daarom vaak een asterisk (*) geplaatst om een vermenigvuldiging aan te geven.
Voorbeelden
- 5 × 3 (uitspraak: vijf maal drie of vijf keer drie)
- 5 {\displaystyle \cdot } 3
- 5a (uitspraak: vijf a)
- 5 * 3

## Ander gebruik
Om de grootte van oppervlaktes aan te geven, wordt het maalteken eveneens gebruikt:
een kamer van 5 × 6,5 m (uitgesproken als 5 bij 6,5 meter)
Bij de botanische nomenclatuur wordt het symbool gebruikt om hybrides (kruisingen) aan te geven:
(tuin)aardbei als Fragaria × ananassa
Bij wegen met een middenberm, zoals autosnelwegen, wordt het aantal rijstroken met een maalteken aangegeven:
de weg heeft 2 × 2 rijstroken